# أزمة سقف ديون الولايات المتحدة
أزمة سقف ديون الولايات المتحدة أزمة تتعلق بالجدل الذي دار في الكونغرس الأمريكي والدوائر الحكومية الأمريكية حول ما إذا كان يجب رفع سقف ديون الولايات المتحدة، وإذا ما اتفق على هذا، فما هو حجم الرفع الواجب. نوقشت أيضًا سياسات الإنقاق والضرائب التي ينبغي أن تصاحب رفع سقف الدين العام، وكذلك التغييرات البنوية في وضع الميزانيات في المستقبل فيما إذا كان يتوجب أن تُرفق هذه التغييرات مع رفع آخر لسقف الدين. تخطى الدين العام الأمريكي -البالغ 14.4 تريليون دولار- حاجز 16.1 تريليون دولار -المقرر في أكتوبر 2013- وليس لدى وزارة الخزانة الأمريكية سلطة إصدار أو تكبد ديون جديدة تتجاوز سقف الدين.

## 2023
في 19 كانون الثاني (يناير) 2023 وصلت حكومة الولايات المتحدة إلى سقف ديونها المسموح بها، ما أدى إلى أزمة سقف الدين، وهي جزء من نقاش سياسي مستمر داخل الكونغرس حول الإنفاق الحكومي الفيدرالي والدين العام الذي تراكم على حكومة الولايات المتحدة. ردًّا على ذلك بدأت جانيت يلين وزيرة الخزانة في سن "تدابير استثنائية" موقتة.
جرت زيادة سقف الديون عدة مرات منذ الأزمة السياسية في عام 2013، وكل ذلك دون شروط مسبقة متعلقة بالميزانية؛ كانت آخر زيادة في ديسمبر 2021. وفي مأزِق عام 2023 اقترح الجمهوريون خفض الإنفاق إلى مستويات 2022 كشرط مسبق لرفع سقف الديون، بينما أصر الديمقراطيون على محادثات ميزانية "منفصلة" دون شروط مسبقة، كما كان الحال عندما رفع السقف ثلاث مرات خلال إدارة ترامب.
وفقًا لتقاريرَ من مصرف ولز فارجو إذا لم ترفع الولايات المتحدة سقف الدين، فستبدأ الحكومة في التخلف عن سداد ديونها في وقتٍ ما بين أوائل يوليو وأوائل سبتمبر. وفي هذه الحالة سيتعين على وزارة الخزانة إما أن تتخلف عن سداد مدفوعات حاملي السندات، وإما أن تقلص على الفور سداد الأموال المستحقة للعديد من الشركات والأفراد الذين جرى تفويضهم ولكن لم يتم تمويلهم بالكامل من قبل الكونغرس. من المتوقع أن تؤدي كلتا الحالتين إلى انهيار اقتصادي عالمي. فضلًا عن ذلك إذا كانت الحكومة الفيدرالية غير قادرة على إصدار أسناد ديون جديدة، فستضطر إلى فرض تخفيضاتٍ في الميزانية، والتي ستعادل في المجموع خمسة بالمئة من حجم الاقتصاد الأمريكي. في مارس 2023 قدر الاقتصاديون في موديز آناليتیکس (Moody's Analytics) أن تاريخ (التخلف عن السداد) سيكون في 18 أغسطس 2023 أو حوالي ذلك التاريخ. وتوقعوا رفع سقف الديون قبل ذلك وإلّا فستكون النتائج كارثية.
في 1 مايو 2023 حذرت جانيت يلين من احتمال تخلّف الولايات المتحدة عن سداد ديونها في الأول من يونيو 2023ولكن هل يحدث ذلك فعلا ام تحسن الوضع
ومنذ بداية العام وحتى نهاية أكتوبرارتفعت قيمة مدفوعات الفوائد على الديون الحكومية للولايات المتحدة إلى أكثر من تريليون دولار ، أي ما يعادل نحو 16% من حجم الموازنة الفيدرالية للعام المالي 2022.